# Алво (Небраска)
Алво (англ. Alvo) — селище (англ. village) в США, в окрузі Кесс штату Небраска. Населення — 115 осіб (2020).

## Географія
Алво розташоване за координатами 40°52′20″ пн. ш. 96°23′11″ зх. д. / 40.87222° пн. ш. 96.38639° зх. д. (40.872264, -96.386524).  За даними Бюро перепису населення США в 2010 році селище мало площу 0,26 км², уся площа — суходіл.

## Демографія
Згідно з переписом 2010 року, у селищі мешкали 132 особи в 52 домогосподарствах у складі 37 родин. Густота населення становила 509 осіб/км².  Було 60 помешкань (232/км²).
Расовий склад населення:
| - 100,0 % — білих |

До двох чи більше рас належало 0,0 %. Частка іспаномовних становила 0,0 % від усіх жителів.
За віковим діапазоном населення розподілялося таким чином: 29,5 % — особи молодші 18 років, 60,7 % — особи у віці 18—64 років, 9,8 % — особи у віці 65 років та старші. Медіана віку мешканця становила 30,7 року. На 100 осіб жіночої статі у селищі припадало 97,0 чоловіків;  на 100 жінок у віці від 18 років та старших — 111,4 чоловіків також старших 18 років.
Середній дохід на одне домашнє господарство  становив 52 598 доларів США (медіана — 41 429), а середній дохід на одну сім'ю — 61 094 долари (медіана — 55 750). За межею бідності перебувало 11,2 % осіб, у тому числі 20,9 % дітей у віці до 18 років та 0,0 % осіб у віці 65 років та старших.
Цивільне працевлаштоване населення становило 57 осіб. Основні галузі зайнятості: роздрібна торгівля — 24,6 %, освіта, охорона здоров'я та соціальна допомога — 19,3 %, будівництво — 12,3 %, виробництво — 10,5 %.